# Дубівська сільська рада (Ковельський район)
Дубівська сільська рада Дубівської сільської територіальної громади (до 2016 року — Дубівська сільська рада Ковельського району Волинської області) — орган місцевого самоврядування Дубівської сільської громади Волинської області з центром у селі Дубове.

## Склад ради
Рада складається з 22 депутатів та голови.
Перші вибори депутатів ради громади та сільського голови відбулись 18 грудня 2016 року. Було обрано 22 депутати ради, з них (за суб'єктами висування): 11 — самовисування, 7 — УКРОП, 2 — Радикальна партія Олега Ляшка та по одному — Всеукраїнське об'єднання «Свобода» та БПП «Солідарність».
Головою громади обрали позапартійного самовисуванця Романа Троцюка.

## Історія
Рада утворена 1948 року. До 27 грудня 2016 року — адміністративно-територіальна одиниця у Ковельському районі Волинської області з підпорядкуванням сіл Бахів, Вербка та Дубове.
Сільська рада складалась з 20 депутатів та голови. Склад ради: 15 депутатів (75 %) — самовисуванці ще 5 депутатів (25 %) — висуванці від Народної партії та ще одна депутат (8.3 %) — від Сильної України. 

### Керівний склад сільської ради
| ПІБ                     | Основні відомості                                                 | Дата обрання | Дата звільнення |
| ----------------------- | ----------------------------------------------------------------- | ------------ | --------------- |
| Безека Павло Вікторович | Сільський голова, 1964 року народження, освіта, безпартійний      | 26.03.2006   | 31.10.2010      |
| Безека Павло Вікторович | Сільський голова, 1964 року народження, освіта вища, безпартійний | 31.10.2010   |                 |

Примітка: таблиця складена за даними джерела

### Населення
Населення сільської ради згідно з переписом населення 2001 року становить 2,587 осіб. 
| Населенні пункти  | 2001 рік | 1987 рік |
| ----------------- | -------- | -------- |
| Бахів             | 436      | 350      |
| Вербка            | 697      | 660      |
| Дубове            | 1,454    | 1,200    |
| Сукупне населення | 2,587    | 2,210    |

### Мова
Розподіл населення за рідною мовою за даними перепису 2001 року:
| Мова       | Відсоток |
| ---------- | -------- |
| українська | 98,57 %  |
| російська  | 1,16 %   |
| білоруська | 0,19 %   |
| вірменська | 0,04 %   |
| молдовська | 0,04 %   |